# Макс Лілья
Макс Ліл'я (фін. Max Lilja; нар. 27 жовтня 1975) — фінський віолончеліст, учасник гурту Hevein. Колишній член музичного гурту Apocalyptica, котрий він залишив у 2002 році.
Окрім своєї основної групи, Макс також працював у турі Тар'ї Турунен та під час студійних записів французької співачки Eilera.

## Інструмент
Віолончель: Louis Guerzan «Black Rose» 1738 року, Смичок: W. Hill & Sons 1927 року, Струни: Spirocore Chromi та Larsen.